# Макарей (царь Лесбоса)
Макарей, Макар (др.-греч. Μακαρεύς «блаженный») — персонаж древнегреческой мифологии. Царь Лесбоса. Упомянут в «Илиаде» и гомеровском гимне, где назван Эолидом (Αἰολίδης).
По одной версии, один из семи сыновей Гелиоса и Роды, с братьями изгнал с Родоса тельхинов. Покинул Родос после убийства брата и удалился на Лесбос.
По другой версии, сын Кринака (по Гесиоду и другим). Жил в Олене (Ахайя, которая тогда называлась Иада). Предводительствуя ионийцами и другими, поселился на Лесбосе и стал царем, овладев и соседними островами. Написал закон и назвал его «львом». Дочери Мефимна, Митилена и Исса, сын Кидролай и другие. Вывел колонии на Хиос, Самос, Кос и Родос. По его имени Лесбос и другие назвали островами Блаженных.